# PEC Zwolle

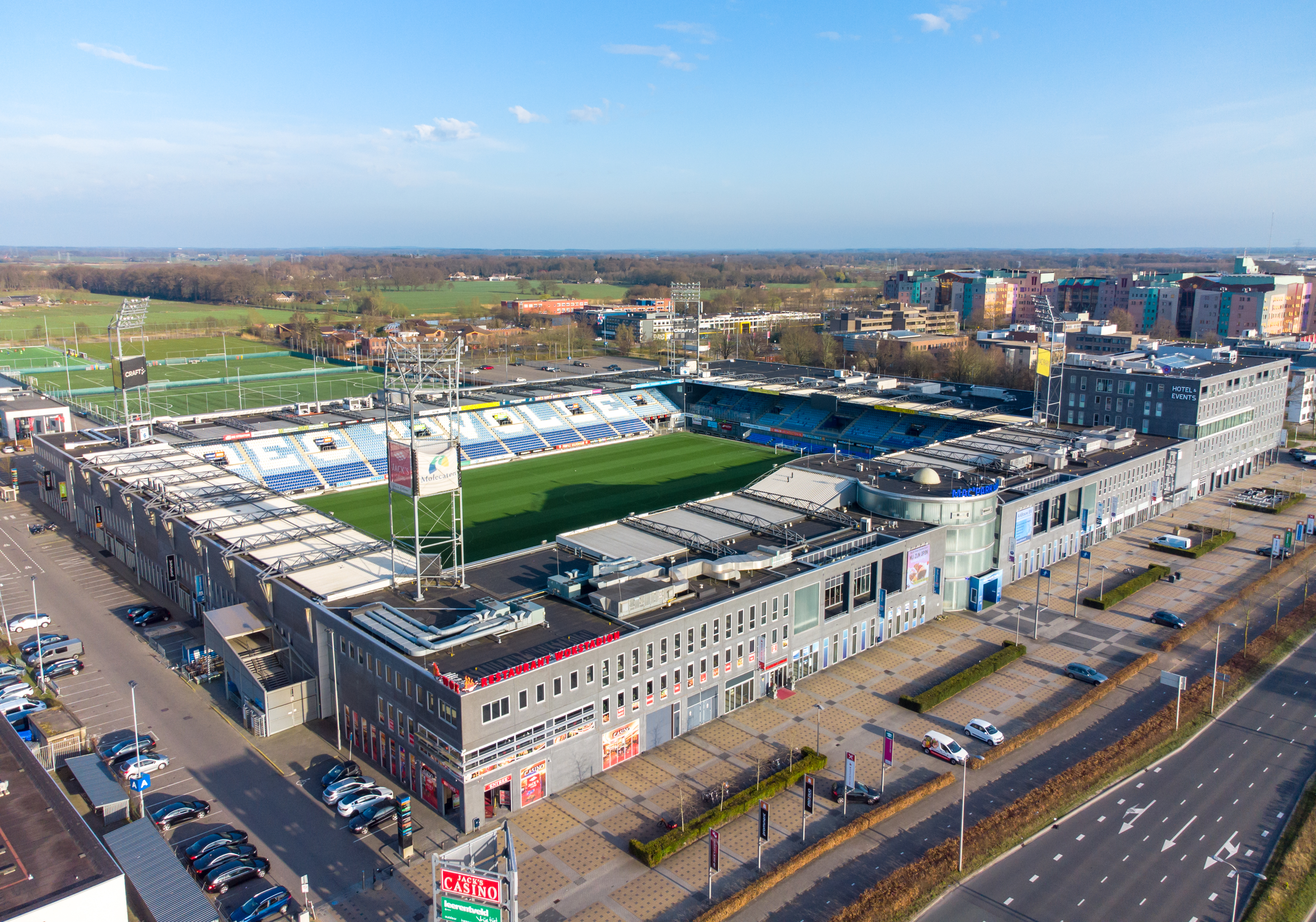
Stadion

PEC Zwolle je nizozemský fotbalový klub z města Zwolle. Hřištěm klubu je IJsseldelta Stadion s kapacitou 12 500 diváků, který byl otevřen roku 2009. V roce 1990 klub zbankrotoval, ale záhy byl vzkříšen pod názvem FC Zwolle. K sezóně 2012/13 se vrátil k původnímu názvu PEC Zwolle (poté, co postoupil do Eredivisie).
Klub v současnosti působí v nizozemské nejvyšší lize Eredivisie, v sezóně 2012/13 se umístil na konečné 11. příčce ligové tabulky. V sezoně 2013/14 toto ligové umístění zopakoval, zároveň poprvé v historii vyhrál nizozemský fotbalový pohár, když ve finále porazil AFC Ajax 5:1. Díky tomuto triumfu se poprvé v historii dostal do evropských pohárů (konkrétně do 4. předkola Evropské ligy 2014/15, kde byl vyřazen českým týmem AC Sparta Praha).

## Úspěchy
- Eerste Divisie (nizozemská 2. liga):
  - 3× vítěz (1977/78, 2001/02, 2011/12)[6]
- Nizozemský fotbalový pohár:
  - 1× vítěz (2013/14)[7]
  - 2× finalista (1927/28, 1976/77)[8]
- Johan Cruijff Schaal (nizozemský Superpohár)
  - 1× vítěz (2014)

## Výsledky v evropských pohárech
| Ročník  | Soutěž             | Kolo        | Soupeř          | Doma | Venku | Celkem | Postup  |
| ------- | ------------------ | ----------- | --------------- | ---- | ----- | ------ | ------- |
| 2014/15 | Evropská liga UEFA | 4. předkolo | AC Sparta Praha | 1:1  | 1:3   | 2:4    | vyřazen |

## Čeští hráči v klubu
- Tomáš Necid
- Josef Kvída[9]